# FC Carl Zeiss Jena
FC Carl Zeiss Jena este un club de fotbal din Jena , Germania care evoluează în Regionalliga.

## Lotul sezonului 2009-2010
| Nr. |                      | Poziție | Jucător                   |
| --- | -------------------- | ------- | ------------------------- |
| 1   | Germania             | P       | Carsten Nulle             |
| 2   | Germania             | F       | Tim Petersen              |
| 3   | Germania             | M       | Stefan Beckert            |
| 4   | Țările de Jos        | F       | Quido Lanzaat             |
| 6   | Germania             | M       | Carsten Sträßer           |
| 7   | Germania             | M       | Torsten Ziegner (captain) |
| 8   | Germania             | F       | Ralf Schmidt              |
| 10  | Antilele Neerlandeze | A       | Orlando Smeekes           |
| 11  | Germania             | A       | Sebastian Hähnge          |
| 12  | Germania             | P       | Patrick Siefkes           |
| 13  | Germania             | F       | Jan-André Sievers         |
| 14  | Germania             | F       | Marco Riemer              |
| 16  | Ucraina              | F       | Denis Osadchenko          |
| 17  | Germania             | M       | Timo Nagy                 |
| 18  | Germania             | F       | Tim Wuttke                |

| Nr. |               | Poziție | Jucător             |
| --- | ------------- | ------- | ------------------- |
| 19  | Germania      | M       | Davy Frick          |
| 21  | Germania      | M       | Jens Truckenbrod    |
| 22  | Germania      | M       | Felix Holzner       |
| 23  | Germania      | A       | Martin Ullmann      |
| 24  | Algeria       | A       | Soufian Benyamina   |
| 25  | Germania      | P       | Martin Dwars        |
| 26  | Germania      | M       | Patrick Amrhein     |
| 27  | Germania      | M       | Sören Eismann       |
| 28  | Germania      | F       | Christoph Grabinski |
| 29  | Germania      | A       | Stefan Kolb         |
| 30  | Germania      | M       | René Eckardt        |
| 31  | Țările de Jos | A       | Melvin Holwijn      |
| 32  | Germania      | F       | Benjamin Fuss       |
| 33  | Germania      | F       | Philip Röppnack     |
| 34  | Germania      | M       | Stefan Kühne        |